# Joann Lõssov
Joann Lõssov (russe : Иоанн Фёдорович (Fiodorovitch) Лысов ; né le 10 septembre 1921 à Tallinn – décédé le 3 août 2000 à Tallinn) était un joueur estonien de basket-ball.
Il remporte le championnat d'Europe 1947 avec l'équipe d'URSS. Il est élu MVP de la compétition. Lõssov gagne également la médaille d'or au championnat d'Europe 1951, disputé en France. Il dispute avec l'URSS les Jeux olympiques 1952, remportant la médaille d'argent.